# Anhalt-Bernburg
Anhalt-Bernburg var et fyrstendømme i det Tysk-romerske rige og et hertugdømme i det tyske forbund. Det tilhørte Huset Askanien, med hovedsæde i Bernburg i det nuværende Sachsen-Anhalt. Det blev oprettet som en underinddeling fra Fyrstendømmet Anhalt fra 1252 til 1468, hvorefter det tilfaldt det askanske fyrstendømme Anhalt-Dessau. I 1603 Fyrstendømmet Anhalt-Bernburg genoprettet, og varede frem til 1863, hvorefter det faldt ind under Hertugdømmet Anhalt.
51°47′37″N 11°44′33″Ø / 51.793611°N 11.7425°Ø